# Эстен (кантон)
Эсте́н (фр. Estaing) — кантон во Франции, находится в регионе Юг — Пиренеи, департамент Аверон. Входит в состав округа Родез.
Код INSEE кантона — 1213. Всего в кантон Эстен входят 6 коммун, из них главной коммуной является Эстен.

## Коммуны кантона
| Коммуна     | Население, чел. (2007) | Почтовый индекс | Код INSEE |
| ----------- | ---------------------- | --------------- | --------- |
| Вильконталь | 438                    | 12580           | 12298     |
| Кампюак     | 448                    | 12580           | 12049     |
| Кубизу      | 532                    | 12190           | 12079     |
| Ле-Нейрак   | 565                    | 12190           | 12172     |
| Себразак    | 517                    | 12190           | 12265     |
| Эстен       | 610                    | 12190           | 12098     |

## Население
Население кантона на 2007 год составляло 3 110 человек.
| 1962  | 1968  | 1975  | 1982  | 1990  | 1999  | 2006  | 2007  |
| ----- | ----- | ----- | ----- | ----- | ----- | ----- | ----- |
| 3 129 | 3 463 | 3 250 | 3 271 | 3 124 | 3 023 | 3 092 | 3 110 |